# Monastyr (Krasnodar)
Monastyr (del ruso: Монасты́рь) es un seló del distrito de Ádler de la unidad municipal de la ciudad-balneario de Sochi, en el krai de Krasnodar de Rusia, en el sur del país (Cáucaso occidental). Está situado en la orilla derecha del río Mzymta, frente a la desembocadura del río Gluboki Yar y a los pies del monte Kepsha (1 069 m), en su lado del río, y Visókaya (1.122 m), en el opuesto, 23 km al sureste de Sochi y 180 km al sureste de Krasnodar. Tenía 166 habitantes en 2010.
Pertenece al municipio rural Moldovski.

## Historia

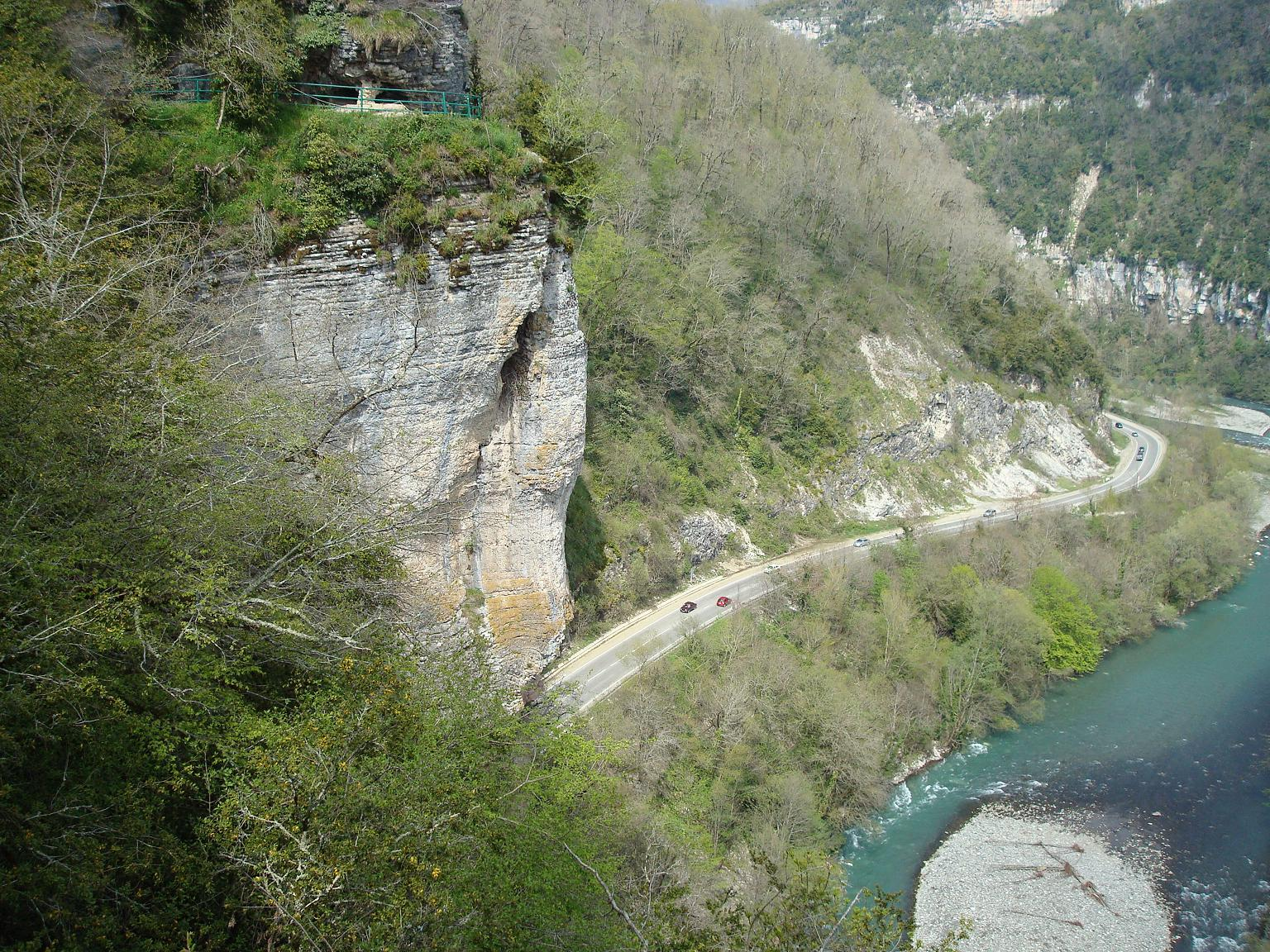
Garganta de Ajtsú.

Debe su nombre al monasterio de la Santa Trinidad, disuelto en época soviética, hecho tras el que la localidad fue rebautizada como Krásnaya Skala.

## Lugares de interés
Al norte de la localidad se halla la garganta de Ajtsú en el río Mzymta.

## Transporte
Se halla en la antigua carretera entre Ádler y Krásnaya Poliana. En la localidad se hallan las ruinas de un templo medieval del siglo XI.